# Glenida cyaneofasciata
Glenida cyaneofasciata là một loài bọ cánh cứng trong họ Cerambycidae.